# Krankenkasse
Krankenkasse bezeichnet den Träger einer Krankenversicherung. Krankenkassen übernehmen voll oder teilweise die Kosten für Therapien bei Krankheit, Mutterschaft, oft auch nach Unfall und sind Teil des jeweiligen Gesundheitssystems und der jeweiligen Sozialversicherung.

## Deutschland
Die Krankenkassen als Körperschaften des öffentlichen Rechts und als Teil des Gesundheits- und Sozialversicherungssystems in Deutschland sind zu unterscheiden von den Krankenversicherungen als privatwirtschaftliche Unternehmen. Sonderformen sind die Postbeamtenkrankenkasse und die Krankenversorgung der Bundesbahnbeamten (KVB) sowie die Bayerische Beamtenkrankenkasse (privater Krankenversicherer).

## Österreich
In Österreich sind die Träger der Krankenversicherungen die jeweils zuständigen Krankenkassen. Der Beitragssatz liegt für Unselbständige bei 7,5 % (einschließlich Zusatzbeitrag und Ergänzungsbeitrag) und wird zwischen Dienstnehmer und Dienstgeber geteilt (bei Angestellten: DN: 3,65 % DG: 3,75 %; bei Arbeitern: DN: 3,95 % DG: 3,55 %; bei Landarbeitern: DN: 3,8 % DG: 3,7 %). Der Beitragssatz für die öffentlich Bediensteten beträgt 7,8 % (DN: 4,2 % Pensionisten 4,75 % DG: 3,6 %). Der Beitragssatz für Selbständige beträgt 9,1 %, für Landwirte 7,5 %. Pensionisten zahlen 4,95 %.
Die Höchstbeitragsgrundlage ist 3840,- € im Monat, 53.760 € im Jahr (inkl. zwei Sonderzahlungen; Stand 2007).
Die einzelnen Träger sind:
- Österreichische Gesundheitskasse: Alle nicht selbständig Erwerbstätigen sowie Pensionisten, die nicht in einer der anderen Krankenkasse versichert sind. Sie entstand aus der Fusion der neuen Gebietskrankenkassen und den Betriebskrankenkassen Kapfenberg, voestalpine Bahnsysteme, Mondi und Zeltweg.
- Versicherungsanstalt öffentlich Bediensteter, Eisenbahnen und Bergbau (BVAEB): Bei ihr sind die folgenden Personengruppen versichert:
  - Personen, die in einem öffentlich-rechtlichen Dienstverhältnis stehen
  - Personen, die durch Wahl, Bestellung oder Entsendung eine Staatsfunktion ausüben (Politiker)
  - Vertragsbedienstete des Bundes, deren Dienstverhältnis nach dem 31. Dezember 1998 begründet wurde
  - Vertragsbedienstete der Länder, Gemeindeverbände und Gemeinden, deren Dienstverhältnis nach dem 31. Dezember 2000 begründet wurde
  - Dienstnehmer der Universitäten nach dem Universitätsgesetz 2002
  - Vertragsbedienstete der Wiener Linien
  - ÖBB - Beamte
  - Angestellte der ÖBB sowie von Privatbahnen
  - Beschäftigte von Schlaf- und Speisewagenbetrieben sowie Seilbahnunternehmen
  - Beschäftigte in knappschaftlichen Betrieben
  - Lehrlinge der zuvor genannten Dienstgeber
  - Freie Dienstnehmer der zuvor genannten Dienstgeber[1]
- Sozialversicherungsanstalt der Selbständigen: zuständig für Selbständige und Freiberufler sowie Pensionsbezieher nach dem GSVG und die im Inland in der Land- und Forstwirtschaft selbständig Erwerbstätigen und ihre hauptberuflich mittätigen Angehörigen sowie für Bezieher einer Pension nach dem BSVG.
- Die verschiedenen Krankenfürsorgeanstalten.

Alle Krankenkassen sind im Dachverband der Sozialversicherungsträger zusammengefasst. Die Bundesländer Oberösterreich, Tirol und Gemeinden Wien, Salzburg, Graz, Innsbruck, Bregenz, Villach, Wels, Steyr, Baden, Hallein unterhalten für ihre Bediensteten (Beamte/Vertragsbedienstete) eigene Trägereinrichtungen, die Krankenfürsorgeanstalten (KFA). Diese gehören nicht dem Hauptverband an.
Die letzten fünf Betriebskrankenkassen in Österreich sind mit Jahresbeginn 2020 aufgelöst und in die Österreichische Gesundheitskasse bzw. in die Versicherungsanstalt öffentlich Bediensteter, Eisenbahnen und Bergbau (BVAEB) überführt worden.

## Schweiz

### Grundsatz
Krankenkassen sind juristische Personen des privaten oder öffentlichen Rechts, die keinen Erwerbszweck verfolgen, hauptsächlich die soziale Krankenversicherung betreiben und vom Eidgenössischen Departement des Innern anerkannt sind.
Rechtlich sind die Krankenkassen im Bundesgesetz über die Krankenversicherung (KVG) geregelt (Krankenversicherungsgesetz).

### Organisationsformen
Die Krankenkassen haben sich als Verein, Stiftung, Genossenschaft oder Aktiengesellschaft mit nicht-wirtschaftlichem Zweck zu organisieren.

### Aufsichtsbehörden
Institutionell werden die Krankenkassen (in der obligatorischen Krankenversicherung) vom Bundesamt für Gesundheit (BAG) beaufsichtigt.

### Haupt- und Nebenaufgaben
Die Krankenkassen betreiben zur Hauptsache die soziale Krankenversicherung (Pflichtversicherung). Es steht den Krankenkassen jedoch frei, neben der sozialen Krankenversicherung auch Zusatzversicherungen (z. B. bevorzugte Behandlung, höherer Spitalkomfort, zahnmedizinische Leistungen, komplementärmedizinische Leistungen) anzubieten. Ebenso können sie in einem gewissen Rahmen weitere Versicherungsarten (z. B. Sterbegelder und Invaliditätsentschädigungen) betreiben. Schließlich dürfen Krankenkassen mit einem bestimmten Mindestbestand an Versicherten auch eine Rückversicherung durchführen.

### Anerkennungsvoraussetzungen
Eine Krankenkasse muss insbesondere die soziale Krankenversicherung nach dem Grundsatz der Gegenseitigkeit durchführen und die Gleichbehandlung der Versicherten gewährleisten. Sie darf die Mittel der sozialen Krankenversicherung nur zu deren Zwecken verwenden. Sie hat über eine Organisation und eine Geschäftsführung zu verfügen, welche die Einhaltung der gesetzlichen Vorschriften gewährleisten. Sie muss jederzeit in der Lage sein, ihren finanziellen Verpflichtungen nachzukommen. Sie hat eine Einzeltaggeldversicherung nach dem Krankenversicherungsgesetz durchzuführen und ihren Sitz in der Schweiz zu haben. Schließlich hat sie die soziale Krankenversicherung auch den versicherungspflichtigen Personen anzubieten, die in einem Mitgliedstaat der Europäischen Gemeinschaft, in Island oder in Norwegen wohnen, sofern sie vom Bundesrat nicht von dieser Verpflichtung befreit ist.

### Anzahl
Insgesamt sind in der Schweiz 39 Krankenversicherer (zugelassene Krankenversicherer für das Prämienjahr 2024 gemäß Verzeichnis der zugelassenen Krankenversicherer vom Bundesamt für Gesundheit BAG) zugelassen, die aber teilweise nur regional tätig sind. Siehe hierzu die Liste der zugelassenen Krankenversicherer in der Schweiz.

## Belgien
Auch in Belgien besteht Pflichtmitgliedschaft in einer der Krankenkassen. Folgende Krankenkassen sind frei wählbar:
- Christliche Krankenkasse
- Liberale Krankenkasse
- Freie Krankenkasse
- Neutrale Krankenkasse
- Sozialistische Krankenkasse

Die Kassen bieten zudem Angebote der freiwilligen und Zusatzversicherung.
Daneben erfüllt auch die Hilfskasse für Kranken- und Invalidenversicherung (HKIV), eine öffentliche Einrichtung, im Rahmen der Pflichtversicherung die gleiche Funktion wie die Krankenkassen. Personen, die zum statutarischen Personal der NBGE gehören, können auch die Kasse für Gesundheitspflege der Nationalen Gesellschaft der Belgischen Eisenbahnen (NGBE) wählen.